# آس هانسن (كاتبة)
آس هانسن (بالدنماركية: Aase Hansen)‏ (11 مارس 1893 في الدنمارك - 9 فبراير 1981)؛ كاتِبة وروائية دنماركية. درست في جامعة كوبنهاغن.